# 요시다정 (에히메현)
요시다정(吉田町)은 에히메현 난요지방에 있던 정이며, 기타우와군에 속했다. 합병에 의해 현재의 우와지마시 일부가 해당한다.

## 지리
에히메현의 남서부, 우와지마시의 바로 북쪽에 인접해 있다. 우와지마 시내 중심부에서 약 9km, 우와정 우에노정에서는 약 9.5km. 우와해에 돌출한 반도와 뿌리 부분으로 이루어져 있다. 옛날에는 우와지마 가도라고 불린 국도 56호가 마을의 중앙부를 남북으로 종관해, 북쪽의 히가시우와 군 우와 정(현: 사이요 시)과는 호케쓰 고개(호케쓰토게)로, 남쪽의 우와지마 시 중심부와는 지나가 고개(치나가토게)로 연결되어 있다.

## 역사
- 1889년 - 12월 15일 - 정촌제 시행에 의해 요시다정이 성립하였다.
- 1938년 - 다치마지리촌이 편입하였다.
- 1955년 - 기타우와군 오쿠나촌, 다치마촌, 기사가타촌, 히가시우와군 다마쓰촌, 기타우와군 다카미쓰촌의 일부와 합병해 요시다정이 되었다.
- 2005년 8월 1일 - 쓰시마정· 미마정과 합병해 새로운 우와지마시가 되었다.

## = 헤세의 시정촌 통폐합
요시다정은 마을병원이 있어 남예용수사업 관련 부담이 크고 재정상황은 핍박해 시정촌 합병에 의한 효율화가 불가피한 상황이었다. 이 때문에 우와지마시와의 합병은 가장 현실적인 선택이었다.

## 교통

### 철도
- 시코쿠 여객철도
  - 요산선

### 도로
- 국도 56호선
- 국도 378호선